# Benahadux
Benahadux – gmina w Hiszpanii, w prowincji Almería, w Andaluzji, o powierzchni 16,62 km². W 2011 roku gmina liczyła 4201 mieszkańców.